# Schloss Himmelberg

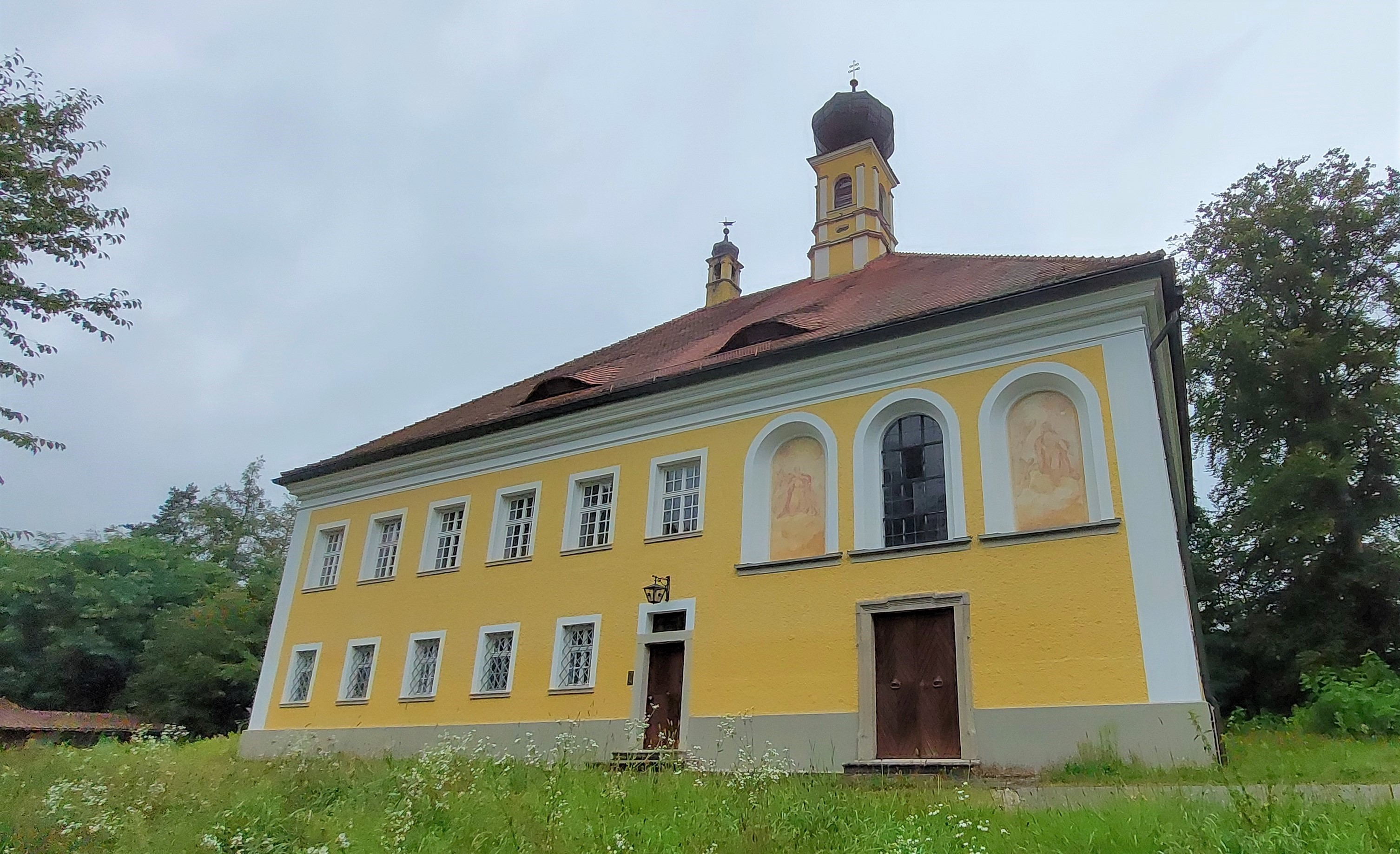
Schloss Himmelberg (2021)

Schloss Himmelberg bei Metten in Niederbayern diente im 18. Jahrhundert den Äbten der nahe gelegenen Benediktinerabtei Sankt Michael als Sommersitz. Schloss Himmelberg liegt auf dem Gebiet der Gemeinde Offenberg. Das Schloss ist denkmalgeschütztes Baudenkmal unter der Aktennummer D-2-71-140-8 in die Liste der Baudenkmäler in Offenberg eingetragen.

## Geschichte
Das heutige zweigeschossige Schloss wurde 1757 im Auftrag des Mettener Abtes Adalbert Tobiaschu nach den Plänen des Laienbruders und Architekten Albert Schöttl als Ersatz für ein älteres Sommerhäuschen errichtet. Der Ostteil des Gebäudes nimmt die zweigeschossige Kapelle auf. Im Westteil befinden sich im Erdgeschoss die Wirtschaftsräume, darüber im ersten Stock ein großer Saal und ein Kabinett.
Nach der Säkularisation in Bayern 1803 wurde das Schloss dem Abt von Metten, Cölestin Stöckl, als Wohnung angewiesen; aus gesundheitlichen Gründen erlaubte man ihm jedoch bald wieder in die ehemalige Abtei und in seine gewohnte Umgebung zurückzukehren, wo er bis zu seinem Tod 1807 blieb. Schloss Himmelberg kam mit anderen Gebäuden des Klosters Metten in den Besitz von Johann von Pronath. Später wurde das Gebäude durch das wiedererrichtete Kloster zurückgekauft.
Zwischen 1942 und 1945 wurde das Schlösschen als Umerziehungslager für 145 slowenische Kinder ermordeter oder in Konzentrationslagern inhaftierter Eltern verwendet. In den Jahren von 1984 bis 1985 wurde das Schlösschen grundlegend saniert und restauriert. Der Festsaal des Schlösschens wird heute für Konzerte im Rahmen der Veranstaltungsreihe Konzerte im Kloster Metten genutzt.

## Schlosskapelle
Die kleine Schlosskapelle besitzt eine reiche Ausstattung aus der Rokokozeit. Den Altar mit den Seitenfiguren der heiligen Petrus und Paulus sowie die Kanzel schuf der Passauer Bildhauer Joseph Deutschmann, der für das Kloster auch in den Kirchen von Rettenbach und Michaelsbuch tätig war. Das Altarbild und die Fresken stammen von Martin Speer aus Regensburg, der auch den Festsaal des Klosters ausmalte und mehrere Altarbilder für die Klosterkirche lieferte. Über dem Hochaltar befindet sich das Chronogramm: ALtare orbIs praeDICatorI saCrVM (= 1758). An der Wand zwischen der Kanzel und der Orgelempore befindet sich ein großes Bild des hl. Florian.
Ein Zeltdach mit einem Dachreiter überdeckt die Kapelle und den Schlossbau. Die Frontseite der Kapelle wird durch zwei durch zugesetzte Fenster geformte Blendnischen besonders betont. Die Kapelle ist ein einschiffiger, halbrund geschlossener Bau mit vier Jochen und Tonnengewölben. Die Wandgliederung erfolgt durch Pilaster und durch ein über den Kompositkapitellen umlaufenden Gesims.

## Festsaal
Die Decke des Festsaals besitzt reiche Rokoko-Stuckaturen, die von einem Mitglied der Familie Modler geschaffen wurden (wahrscheinlich Johann Baptist Modler). Stilistisch sind sie eng verwandt mit deren Arbeiten in der Neuen Residenz in Passau und in Kloster Aldersbach. Das Mittelfeld zeigt den heiligen Benedikt, der in der Einsamkeit von dem Mönch Romanus aus dem nahe gelegenen Kloster Subiaco mit Brot versorgt wird; der Teufel versucht dies zu verhindern.
Umgeben ist das Mittelfeld von allegorischen Darstellungen der vier Jahreszeiten und der vier Elemente. Erwähnenswert ist noch ein Rokokoofen auf der Ostseite.